# Iddin-Sîn (Simurrum)
Iddin-Sîn (Akkadisch: 𒀭𒄿𒋾𒀭𒂗𒍪) war König von Simurrum in der Transtigris-Region während der Isin-Larsa-Zeit. Er war Zeitgenosse Išbi-Erras.

## Historische Funde
Es wurden vier Inschriften und ein Relief vom Simurrum identifiziert in der nähe Ranyas in Kurdistan-Irak. Ein Relief wird seit 1971 in Tel Aviv im Israel-Museum ausgestellt. Ein weiteres Relief befindet sich im Sulaimaniyya-Museum in der Autonomen Region Kurdistan im Irak.